# Naturpasset
Naturpasset är en orienteringsaktivitet och friskvårdssatsning anordnad av Svenska Orienteringsförbundet och Sveaskog i samarbete med Apoteket och Friluftsfrämjandet. De anslutna orienteringsklubbarna lägger banor med 25–50 kontroller, som sitter uppe under perioden maj–december. De flesta klubbarna anordnar dragning av extra pris för dem som skickar in sitt startkort före oktober månads slut.
Naturpassets grafiska profil omarbetades inför 2008. Istället för ett foto som omslagsbild, valde man färgrika illustrationer. Den sista omslagsbilden dessförinnan var tagen av orienteraren och fotografen Emanuel Winblad.